# Hainardieae
Hainardieae é uma tribo da subfamília Pooideae.

## Gêneros
| - Agropyropsis - Hainardia - Narduroides | - Parapholis - Pholiurus - Scribneria |